# 75e régiment d'infanterie territoriale
Pour les articles homonymes, voir 75e régiment.
Le 75e régiment d'infanterie territoriale est un régiment d'infanterie territoriale de l'armée de terre française qui a participé à la Première Guerre mondiale.

## Création et différentes dénominations
Le régiment reçoit son numéro par décret du 19 mars 1875, en prévision de la mobilisation à Rennes. 

## Chefs de corps
- août 1914 : lieutenant-colonel de Coral[2]
- août 1914 : lieutenant-colonel de Vaux[2]
- août 1914 - juin 1915 : lieutenant-colonel de Lartigue[2]
- juin 1915 - mars 1918 : lieutenant-colonel Le Cacher de Bonneville[2]

## Historique des garnisons, combats et batailles du75eRIT

### Première Guerre mondiale

#### 1914
Le régiment est mobilisé à Rennes à partir du 2 août 1914. Formé de trois bataillons est affecté à la 185e brigade territoriale. D'août à décembre 1914, le régiment effectue des travaux de défense dans le camp retranché de Paris (gouvernement militaire de Paris). Il rejoint ensuite les tranchées du secteur de Reims, pour des travaux de défense menés sous le feu de l'artillerie allemande. 

#### 1917
En janvier 1917, le régiment est affecté à la réalisation de travaux plus en arrière du front.
En mars 1917, le régiment part pour la zone d'Auberive. Il est mis à la disposition des diverses unités du secteur, et également prêt à des missions offensives. Il est à la fois chargé de tenir les tranchées, de faire la liaison entre les unités en pointe de l'attaque et l'arrière, de les ravitailler et de réaménager les positions conquises.
Du 17 au 23 avril 1917, le 75e est engagé en soutien de la division marocaine et en particulier du régiment de marche de la Légion étrangère (RMLE) qui attaque Aubérive (dans le cadre de la bataille des monts de Champagne). En plus du ravitaillement, les patrouilles du 75e territorial découvrent, le 19 avril, Aubérive abandonnée par les Allemands le matin même. Le régiment nettoie ensuite les tranchées derrière les légionnaires qui attaquent vers le fortin de Vaudesincourt. Le 22, cette position est prise par un assaut combiné de la 11e compagnie du RMLE et des grenadiers de la 10e compagnie du 75e.
Mis en réserve le 24, il retourne dans les monts de Champagne où il se remet au travail. Les effectifs du régiment fondent au fur et à mesure de la démobilisation des soldats trop âgés pour être maintenus dans l'Armée et le régiment dissout un des bataillons le 1er septembre 1917. Il est alors employé à l'entretien des routes à l'arrière du front. 

#### 1918
Le 75e régiment territorial est dissout le 10 mars 1918.

## Drapeau
Il porte, cousues en lettres d'or dans ses plis, les inscriptions suivantes :
- Les Monts 1917